# Crvenka
Crvenka (serbocroata cirílico: Црвенка; alemán: Tscherwenka o Rotweil; húngaro: Cservenka) es una villa de Serbia perteneciente al municipio de Kula en el distrito de Bačka del Oeste de la provincia autónoma de Voivodina.
En 2011 tenía 9001 habitantes. Más de dos tercios de los habitantes son étnicamente serbios, quienes conviven con minorías de montenegrinos y magiares.
Se conoce la existencia del asentamiento desde el siglo XVI, cuando era un pueblo habitado por serbios en el eyalato de Buda del Imperio otomano. El área fue reconquistada a finales del siglo XVII por el Imperio Habsburgo, que a lo largo del siglo XVIII repobló la localidad con serbios, magiares y alemanes. Fue un pueblo habitado principalmente por suabos del Danubio hasta la expulsión de alemanes tras la Segunda Guerra Mundial, cuando fue repoblado por serbios procedentes de Bosnia y Herzegovina y Montenegro.
Se ubica unos 5 km al noroeste de la villa de Kula, sobre la carretera 15 que lleva a Sombor y Baja. Esta cercanía a la capital municipal hace que sea una de las pocas villas de la provincia que no es capital de municipio.

## Deportes
- FK Crvenka